# Dante Moreira Leite
Dante Moreira Leite (Promissão, em 22 de outubro de 1927 – São Paulo, 24 de fevereiro de 1976) foi um psicólogo, pesquisador, escritor e professor universitário brasileiro.
Dante foi um importante intelectural brasileiro, tanto pelo trabalho literário pioneiro no campo da Psicologia social, quanto por suas contribuições no estabelecimento de um padrão de ensino em psicologia.
Participou ativamente da criação do curso de Psicologia da Universidade de São Paulo e da regulamentação da profissão de psicólogo e defendeu a necessidade da criação de um código de ética da profissão.

## Biografia
Dante nasceu na cidade paulista de Promissão, em 1927. Era filho de Alcides Moreira Leite e Claudina Pietraroia Moreira. Cursou a escola primária e o ginásio em Mogi das Cruzes, transferindo-se depois para o Colégio Estadual Presidente Roosevelt, na capital, onde concluiu então curso clássico, em 1946. Em 1950 formou-se em filosofia pela Faculdade de Filosofia, Ciências e Letras da Universidade de São Paulo (FFCL-USP).
Embora fosse licenciado em Filosofia, Dante voltou-se cada vez mais para o estudo da Psicologia e, nesta, adotou um enfoque fundamentalmente gestáltico, lewiniano e heideriano. Em 1954 doutorou-se em Filosofia com a tese, na área de Psicologia, intitulada Caráter nacional brasileiro: descrição das características psicológicas do brasileiro através de ideologias e estereótipos, que se tornaria leitura obrigatória e pioneira na área da Psicologia social. Na tese, Dante procurou desvendar os preconceitos e os estereótipos subjacentes às teorias sobre o caráter nacional presentes na produção literária brasileira. Em 1964 tornou-se livre-docente em Psicologia Educacional, com a tese Psicologia e Literatura. Em 1973 obteve o título de Professor Titular no Departamento de Psicologia Social e do Trabalho, do Instituto de Psicologia da USP, do qual também foi seu diretor.
Foi professor, de 1951 a 1958, na Faculdade de Filosofia, Ciências e Letras, da USP, e de 1959 a 1970 na Faculdade de Filosofia, Ciências e Letras de Araraquara. Em 1967 foi professor visitante do Departamento de Português e Espanhol da Universidade de Wisconsin-Madison. De 1971 a 1976 trabalhou no Instituto de Psicologia da Universidade de São Paulo. Como professor, encarregou-se de cursos na graduação e na pós-graduação, exercendo, nesta, também a função de orientador de dissertações de mestrado e teses de doutorado.
Já em 1958, a convite de Fernando de Azevedo, dirigiu a Divisão de Estudos e Pesquisas Educacionais do Centro Regional de Pesquisas Educacionais de São Paulo. Contrário à prematura especialização, realizou estudos em diversas áreas, com destaque de Literatura Infantil, Psicologia e Literatura, Personalidade e Cultura, Psicologia e Educação, Processo Social, Relações Interpessoais e Desenvolvimento da Criança. A formação em filosofia e nas principais ramificações das Ciências Humanas e Sociais permitiu-lhe atingir pluralidade e articulação de perspectivas nos diversos temas.
Dante participou da gestação da nova Psicologia Social que, sob a influência de Fritz Heider, estava nascendo, e que veio a ser conhecida como psicologia das relações interpessoais. A análise psicológica da literatura brasileira da motivação demonstra o papel de Dante na introdução da psicologia social cognitiva no Brasil. Ainda no campo da pesquisa, Dante iniciou, mas não chegou a concluir, o estudo compreensivo e crítico da psicologia contemporânea, situando-a em seu substrato da história das ideias e das transformações sociais.
Atuou também como tradutor, devido à ausência de obras de psicologia em português e a inexistência de um vocabulário ao mesmo tempo padrão e vernáculo. Sozinho ou junto da esposa, a antropóloga Miriam Moreira Leite, traduziu 48 títulos, quase todos de Psicologia, que formaram toda uma geração de psicólogos e educadores.

## Morte
Dante morreu prematuramente em 24 de fevereiro de 1976, em São Paulo, aos 48 anos.

## Homenagem
A Biblioteca Dante Moreira Leite, do Instituto de Psicologia da Universidade de São Paulo, foi nomeada em sua homenagem.

## Obras
- O caráter nacional brasileiro, Unesp, 2017 8ª edição;
- Estudos Em Psicologia, Unesp, 2010;
- O desenvolvimento da criança, Unesp, 3ª edição;
- Psicologia Diferencial e Estudos Em Educação, Unesp, 2008;
- O Amor Romântico E Outros Temas, Unesp, 2007;
- Psicologia e literatura, Unesp, 2003, 5ª edição;